# Riek Machar
Riek Machar Teny Dhurgon (* 1953) je jihosúdánský, nuerský (naathský) politik, který sloužil jako první viceprezident Jižního Súdánu od vyhlášení nezávislosti v roce 2011 až do svého odvolání v roce 2013. Během občanské války v letech 2013 až 2016 byl velitelem povstalecké skupiny Opoziční frakce Súdánské lidově osvobozenecké armády bojující proti vládě prezidenta Salva Kiira.
Machar získal akademický titul Ph.D v oboru strojírenství a během Druhé súdánské občanské války (1983–2005) se připojil k Súdánské lidově osvobozenecké armádě. V roce 2000 se Riek rozešel s vůdcem SLOA Johnem Garangem a vytvořil odštěpeneckou skupinu SPLA-Nasir. V roce 1997 uzavřel Riek Machar dohodu se súdánskou vládou a stal se velitelem vládou podporovaných Jihosúdánských sebeobranných sil. V roce 2000 je opustil a založil novou milici nazvanou Súdánské jednotky lidové obrany/Demokratickou frontu v roce 2002 se opětovně připojil k SLOA. Po smrti Johna Garanga v roce 2005 se Machar stal viceprezidentem autonomního Jižní Súdánu a zůstal jím i po vyhlášení nezávislosti země 9. července 2011. 23. července 2013 byl prezidentem Salva Kiirem odvolán z funkce, kvůli údajné přípravě puče. Machar uprchl z hlavního města Džuba a na severu země pod svým vedením zformoval opoziční povstaleckou skupinu, což vedlo k vypuknutí občanské války. 11. února 2016 byl v rámci mírové dohody prezidentem Salva Kiirem opětovně jmenován viceprezidentem.